# 西銘恒三郎
西銘 恒三郎（にしめ こうさぶろう、1954年〈昭和29年〉8月7日 - ）は、日本の政治家。自由民主党所属の衆議院議員（7期）、自由民主党幹事長代理。
復興大臣（第12・13代）、内閣府特命担当大臣（沖縄及び北方対策）・福島原発事故再生総括担当大臣（第1次岸田内閣・第2次岸田内閣）、経済産業副大臣（第3次安倍第3次改造内閣）、総務副大臣（第2次安倍改造内閣）、国土交通大臣政務官（福田康夫改造内閣・麻生内閣）、衆議院安全保障委員長、同国土交通委員長、沖縄県議会議員（連続4期）、自由民主党副幹事長、同総務部会長、同沖縄県支部連合会長などを歴任。
父は沖縄県知事、衆議院議員、那覇市長を務めた西銘順治。長兄は参議院議員を務めた西銘順志郎。

## 来歴
1954年（昭和29年）8月7日、米国施政下にあった沖縄・島尻郡知念村（現・南城市）に生まれた。真和志教育区立寄宮中学校、沖縄県立那覇高等学校を経て、1979年（昭和54年）、上智大学経済学部経営学科卒業。中学校、高校では野球部に所属し、キャプテンを務めた。
大学卒業後、沖縄振興開発金融公庫に入社。その後、父・西銘順治の秘書を経て、沖縄県議会議員を4期務めた。
2003年、第43回衆議院議員総選挙に自由民主党公認（公明党推薦）で、この総選挙から新設された沖縄4区から出馬し、当選。
2005年の第44回衆議院議員総選挙で再選。2008年、福田康夫改造内閣で国土交通大臣政務官に任命され、麻生内閣まで務める。
2009年、第45回衆議院議員総選挙に自民党公認、公明党推薦で沖縄4区から出馬したが、民主党公認（国民新党・沖縄社会大衆党推薦）の瑞慶覧長敏に敗れ、比例復活もならず落選した。
2012年の第46回衆議院議員総選挙で、瑞慶覧を破り当選、国政へ復帰した。
2014年9月3日、第2次安倍改造内閣で総務副大臣に就任。同年12月の第47回衆議院議員総選挙では、自身の後援会長を務めた仲里利信に敗れたものの、比例九州ブロックにて復活し4選。
2016年9月、衆議院国土交通委員長に就任。
2017年8月7日、第3次安倍第3次改造内閣で経済産業副大臣に就任。
同年10月22日、第48回衆議院議員総選挙で沖縄4区から出馬し、前回敗れた仲里を下し議席を奪還した。
2021年10月4日、第1次岸田内閣の復興大臣兼内閣府特命担当大臣（沖縄及び北方対策担当）として初入閣した。
2021年10月31日、第49回衆議院議員総選挙で立憲民主党の新人の金城徹を破り6選。
2023年9月22日、自由民主党幹事長代理に就任。
2024年1月31日、自民党の派閥の政治資金パーティー収入の裏金問題を受け、「わかりやすく、けじめを付ける」として、平成研究会（茂木派）を退会した。
2024年10月27日、第50回衆議院議員総選挙で金城らを破り7選。

## 政策
- 選択的夫婦別姓制度導入について、2016年の西日本新聞によるアンケートで、「結婚したら全員が夫婦同姓にすべき」としている[14]。一方、2014年の朝日新聞の調査では、「どちらともいえない」としていた[15]。2017年の朝日新聞の調査では、どちらかと言えば反対、としている[16]。その一方で、2021年3月に自民党有志が設立した「選択的夫婦別氏制度を早期に実現する議員連盟」に参加し、同連盟の幹事に就任している[17]。
- 米軍普天間飛行場の名護市辺野古移設問題について、第46回衆議院議員総選挙のときは県外移転を表明していたが、2013年4月19日に辺野古移転は「やむを得ない」と立場を変更した、と琉球新報に報じられた[18]。しかし、米軍普天間飛行場の名護市辺野古移設問題については、2012年11月21日に琉球新報社にて行われた立候補予定者座談会において、「暫定的な県内移設、辺野古移設を排除しない」「将来の県外・国外を前提とした暫定的な県内移設を排除しない」と述べることで、条件付きで県内移設を容認する立場をすでに示していた[19]。
- アベノミクスを評価する[16]。
- 消費増税の先送りをどちらかと言えば評価する[16]。
- 安全保障関連法の成立を評価する[16]。
- 安倍内閣による北朝鮮問題への取り組みをどちらかと言えば評価する[16]。
- 共謀罪法を評価する[16]。
- 安倍内閣による森友学園問題・加計学園問題への対応をどちらかと言えば評価する[16]。
- 消費税10％にどちらかと言えば賛成。増えるべき税収の使いみちとして、幼児教育の無償化や高等教育の負担軽減を挙げる[16]。
- 憲法改正に賛成。改正すべき項目として、戦争放棄と自衛隊・緊急事態条項・プライバシー権を挙げる[16]。
- 日本のTPP参加に反対[20]。
- 日本の核武装については、将来にわたって検討すべきではないとしている[20]。
- 首相の靖国神社参拝については賛成とも反対ともいえないとしている[16]。

## 所属団体・議員連盟
- 自民党たばこ議員連盟[21]
- 自由民主党たばこ特別委員会（副委員長）[22]
- 日華議員懇談会[23]
- 家族の絆特命委員会
- TPP交渉における国益を守り抜く会
- 選択的夫婦別氏制度を早期に実現する議員連盟（幹事）

## エピソード
- 2013年5月13日に、保守団体の「沖縄対策本部」が議員会館で「沖縄県祖国復帰41周年記念議員会館学習会」を開いた際、会場にて何者かが許可無く勝手に「ヨクキク強力除鮮液チョンキール」[24]「日韓断交」などとデザインされたステッカー[25]を持ち込んで販売しようとした[26]。会場内での物品の販売は禁止されており販売は差し止められたが、朝日新聞社会部記者の石橋英昭がツイッターで、会議室を借りた世話人の西銘がこのような行為を推奨しているかのようなツイートをしたため西銘の事務所に多数の抗議が寄せられた。なお、石橋は一般人を装い名刺交換も取材依頼もなしに会場を潜入取材していた。「沖縄対策本部」の代表は事実誤認であるとして朝日新聞社に抗議し、朝日新聞社からの西銘に対する公式な謝罪を要求。その後、石橋は問題のツイートを削除し「誤解を招く表現があり、関係者にご迷惑をおかけした」と謝罪ツイートをした。また、朝日新聞社は石橋の上司から西銘の事務所に謝罪の電話をいれた[27]。

## 不祥事

### 公職選挙法違反の疑い
2017年の衆院選期間中、沖縄県の選挙区から出馬した自民党の3議員（西銘、国場幸之助、宮崎政久）が代表を務める政党支部が、2015年に米軍普天間飛行場（宜野湾市）の名護市辺野古移設の関連工事を受注した業者から献金を受けていたことを報じられ、西銘と国場の事務所は取材に「誤解を与えないよう返金した」とコメントした。一方、宮崎の事務所は「担当者が不在で対応できない」とし、各支部の政治資金収支報告書によると、献金をしたのは沖縄県浦添市の建設業者。各支部にそれぞれ20万円ずつ寄付していた。国と契約を結んでいる業者から国政選挙に関する献金を受け取っていたとして公職選挙法（特定寄付の禁止）に抵触する可能性が指摘されている。

### 政治資金でスナック代支出
2018年から2019年にかけて、西銘が代表を務める自民党支部が、「可愛い女の子と安く遊べる店」を謳い文句とするスナックの料金計11万6400円を政治資金から支出していた。西銘の事務所によると、スナックは男性秘書が利用したものであり、西銘自身は一度も同席していないとしている。西銘は「秘書は支援への感謝の気持ちという認識だったが、場所が不適切だった」と釈明した。

## 選挙歴
| 当落 | 選挙                     | 執行日         | 年齢 | 選挙区       | 政党       | 得票数    | 得票率 | 定数 | 得票順位 /候補者数 | 政党内比例順位 /政党当選者数 |
| ---- | ------------------------ | -------------- | ---- | ------------ | ---------- | --------- | ------ | ---- | ------------------ | ---------------------------- |
| 当   | 1988年沖縄県議会議員選挙 | 1988年6月12日  | 33   | 那覇市選挙区 | 自由民主党 | 1万5425票 | ーー   | 13   | 1/20               | /                            |
| 当   | 1992年沖縄県議会議員選挙 | 1992年6月7日   | 37   | 那覇市選挙区 | 自由民主党 | 1万1135票 | ーー   | 13   | 1/25               | /                            |
| 当   | 1996年沖縄県議会議員選挙 | 1996年6月9日   | 41   | 那覇市選挙区 | 自由民主党 | 8471票    | ーー   | 11   | 4/22               | /                            |
| 当   | 2000年沖縄県議会議員選挙 | 2000年6月11日  | 45   | 那覇市選挙区 | 自由民主党 | 1万774票  | ーー   | 11   | 2/17               | /                            |
| 当   | 第43回衆議院議員総選挙   | 2003年11月09日 | 49   | 沖縄県第4区  | 自由民主党 | 6万7752票 | 54.47% | 1    | 1/3                | /                            |
| 当   | 第44回衆議院議員総選挙   | 2005年09月11日 | 51   | 沖縄県第4区  | 自由民主党 | 6万8419票 | 49.04% | 1    | 1/4                | /                            |
| 落   | 第45回衆議院議員総選挙   | 2009年08月30日 | 55   | 沖縄県第4区  | 自由民主党 | 7万1653票 | 43.71% | 1    | 2/3                | 15/7                         |
| 当   | 第46回衆議院議員総選挙   | 2012年12月16日 | 58   | 沖縄県第4区  | 自由民主党 | 7万2912票 | 52.21% | 1    | 1/5                | /                            |
| 比当 | 第47回衆議院議員総選挙   | 2014年12月14日 | 60   | 沖縄県第4区  | 自由民主党 | 6万5838票 | 48.03% | 1    | 2/2                | 3/8                          |
| 当   | 第48回衆議院議員総選挙   | 2017年10月22日 | 63   | 沖縄県第4区  | 自由民主党 | 8万2199票 | 50.51% | 1    | 1/3                | /                            |
| 当   | 第49回衆議院議員総選挙   | 2021年10月31日 | 67   | 沖縄県第4区  | 自由民主党 | 8万7671票 | 54.90% | 1    | 1/2                | /                            |
| 当   | 第50回衆議院議員総選挙   | 2024年10月27日 | 70   | 沖縄県第4区  | 自由民主党 | 6万1289票 | 43.37% | 1    | 1/4                | /                            |